# Cephalopappus sonchifolius
Cephalopappus sonchifolius là một loài thực vật có hoa trong họ Cúc. Loài này được Nees & Mart. mô tả khoa học đầu tiên năm 1824.